# فیض‌الله محتاج
فیض‌الله محتاج (۱۳۴۱–۱۴۰۰) روزنامه‌نگار و ناشر افغان بود. او مدیر انتشارات بیهقی و مدیرمسئول انیس عمده‌ترین روزنامه دولتی در کابل بود.